# 田村和男
田村 和男（たむら かずお、1945年7月25日- ）は、日本の経営者。三井倉庫社長、会長を務めた。

## 来歴・人物
東京都出身。1968年に慶應義塾大学商学部を卒業し、同年に三井倉庫に入社した。1997年6月に取締役に就任し、2002年1月に常務を経て、2003年6月に社長に就任。2012年6月に会長に就任。
2021年4月に旭日中綬章を受章